# Ренблік
Ренблік (нім. Rhönblick) — громада в Німеччині, розташована в землі Тюрингія. Входить до складу району Шмалькальден-Майнінген.
Площа — 76,16 км2. Населення становить 2618 ос. (станом на 31 грудня 2021).